# Siège de Toulouse (1211)
Pour l’article homonyme, voir Siège de Toulouse.
Croisade des albigeois
Batailles
Chronologie de la croisade des albigeois
- Béziers
- Carcassonne

- Minerve
- Termes
- Lavaur
- Montgey
- 1er Toulouse
- Castelnaudary
- Muret

- Beaucaire
- 2e Toulouse
- Marmande
- Baziège
- 3e Toulouse

- Avignon
- Montségur

Le premier siège de Toulouse est une opération militaire de Simon IV de Montfort dans le but de conquérir le comté de Toulouse sur le comte Raymond VI.

## Les circonstances
En 1211, le comte Simon de Montfort a achevé la prise de contrôle des vicomtés Trencavel (Béziers, Albi, Carcassonne et Razès) en prenant les principales places fortes (Minerve, Termes et Cabaret). La lutte contre les cathares peut y être menée à bien, mais il reste des régions où le catharisme est fortement implanté. Il s’agit des possessions du comte Raymond VI de Toulouse (Toulousain, Rouergue, Quercy…).
Raymond avait tenté de faire amende honorable au concile de Saint-Gilles, mais le légat du pape Arnaud Amaury avait décidé de le faire tomber et l’y avait fait condamner et avait confirmé son excommunication. Selon les règles de l’Église et de la féodalité, les biens d’un excommunié appartenaient au premier seigneur capable de les conquérir. Aussi Arnaud Amaury avait incité Simon de Montfort à le faire, lequel avait commencé par prendre Lavaur.

## Le siège
Raymond de Toulouse, prévoyant le siège, avait fait incendier Castelnaudary puis avait emmené les paysans, les récoltes et le bétail afin de nuire au ravitaillement de Simon de Montfort. Simon de Montfort bénéficie d’un bataillon de croisés, menés par Thiébaut Ier, comte de Bar et de Luxembourg. La route menant à Toulouse et venant de Carcassonne était gardée par le château de Montferrand, tenue par Baudouin de Toulouse, le frère de Raymond VI. Mais ne disposant que d’effectifs insuffisants, il se rend après deux assauts et fait allégeance auprès de Montfort. D’autres forteresses se rendent à la suite de Montferrand, et Simon de Montfort approche de Toulouse dans la première moitié du mois de juin 1211.
Les consuls envoient une délégation auprès de Simon de Montfort et du légat Arnaud Amaury, protestant contre le siège qui se prépare, affirmant l’attachement de la population à la foi romaine et rappelant que cinq mille d’entre aux avaient contribué à la prise de Lavaur. Les chefs de la croisade leur demandent alors de chasser leur comte, ce à quoi les consuls répondent qu’ils ne le peuvent, étant tenus par le serment de fidélité, et que l’église ne leur avait pas ordonné de rompre ce serment. Arnaud Amaury leur déclare que s’ils ne rejettent pas leur comte, les chrétiens de Toulouse seront assimilés à des hérétiques ou à des receleurs d’hérétiques. Sur ce, la délégation rentre en ville et toute la population toulousaine décide de faire front commun face aux croisés.
Le 15 juin, Simon et son armée se présente à Montaudran pour franchir l’Hers, mais une armée réunie par les comtes de Toulouse, de Foix et de Comminges lui barre le passage. Ne pouvant forcer le passage, Simon de Montfort feint de battre retraite, traverse par un autre pont que les Toulousains n’avaient pas terminé de détruire et attaque l’armée des trois comtes qui ne tarde pas à fuir. À la fin de la journée, l’armée de Simon de Montfort et du comte de Bar s’installe devant la ville de Toulouse.
Sans machine de guerre, Simon de Montfort fait combler les fossés et fait confectionner de grandes targes pour protéger ses soldats quand ils s’approchent des remparts. Les Toulousains font une sortie pour s’emparer de ces targes, mais n’en emportent que deux et laissent plusieurs morts sur le champ de bataille. Contre l’avis du comte de Toulouse, le chef des routiers organise une sortie au moment de la sieste, mais l’alerte est donnée par Simon de Neauphle et les routiers sont repoussés.
Au bout de deux semaines, le siège n’a pas avancé, le ravitaillement de l’armée de plus en plus difficile. Aussi Simon de Montfort se rend compte qu’il n’arrive à rien, et lève le siège le 29 juin.

## Conséquence
Ce siège est un échec pour Simon de Montfort qui, pour se venger du comte de Foix qui soutient le comte de Toulouse et qui a massacré des croisés à Montgey, effectue une chevauchée dans le comté de Foix afin d’affaiblir ce dernier. En revenant dans les vicomtés Trencavel, il va trouver ces dernières au bord de la révolte, et apprendre que Raymond VI de Toulouse regroupe une armée pour le combattre. Vainqueur à Castelnaudary, Montfort va devoir reconquérir ses vicomtés de Carcassonne, de Béziers et d’Albi avant de pouvoir reprendre l’offensive et de remporter l’écrasante victoire de Muret. En fait, cet échec à Toulouse n’aura fait que retarder la victoire de Simon de Montfort.